# تارو سوروگا
تارو سوروگا (انگلیسی: Taro Suruga؛ زادهٔ ۵ ژوئن ۱۹۷۸) بازیگر، و خواننده اهل کشور ژاپن است. وی از سال ۲۰۰۳ میلادی تاکنون مشغول فعالیت بوده‌است. از فیلم‌هایی که وی در آنها بازی کرده‌است می‌توان به مجموعهٔ تلویزیونی میخک اشاره کرد.